# Maksim Devyatovskiy
Maksim Igorevich Devyatovskiy (en russe, Максим Игоревич Девятовский, né le 22 avril 1984 à Leninsk-Kouznetski) est un gymnaste russe.
Il mesure 1,66 m pour 54 kg et fait partie de l'équipe nationale de 2002 à 2012. Il remporte le titre européen en 2007.